# Saint-Martin-des-Champs (Yonne)
Saint-Martin-des-Champs ist eine französische Gemeinde im Département Yonne in der Region Bourgogne-Franche-Comté mit 259 Einwohnern (Stand: 1. Januar 2022). Saint-Martin-des-Champs liegt im Arrondissement Auxerre und gehört zum Kanton Cœur de Puisaye (bis 2015: Kanton Saint-Fargeau).

## Geografie
Saint-Martin-des-Champs liegt etwa 43 Kilometer westsüdwestlich vom Stadtzentrum Auxerres am Loing. Umgeben wird Saint-Martin-des-Champs von den Nachbargemeinden Saint-Privé im Norden und Westen, Saint-Fargeau im Osten sowie Lavau im Süden und Südwesten.

## Einwohnerentwicklung
| Jahr                      | 1962 | 1968 | 1975 | 1982 | 1990 | 1999 | 2006 | 2013 | 2020 |
| Einwohner                 | 364  | 304  | 279  | 286  | 263  | 265  | 278  | 298  | 265  |
| Quelle: Cassini und INSEE |      |      |      |      |      |      |      |      |      |

## Sehenswürdigkeiten
- Kirche Saint-Martin aus dem 15. Jahrhundert, seit 1926 Monument historique

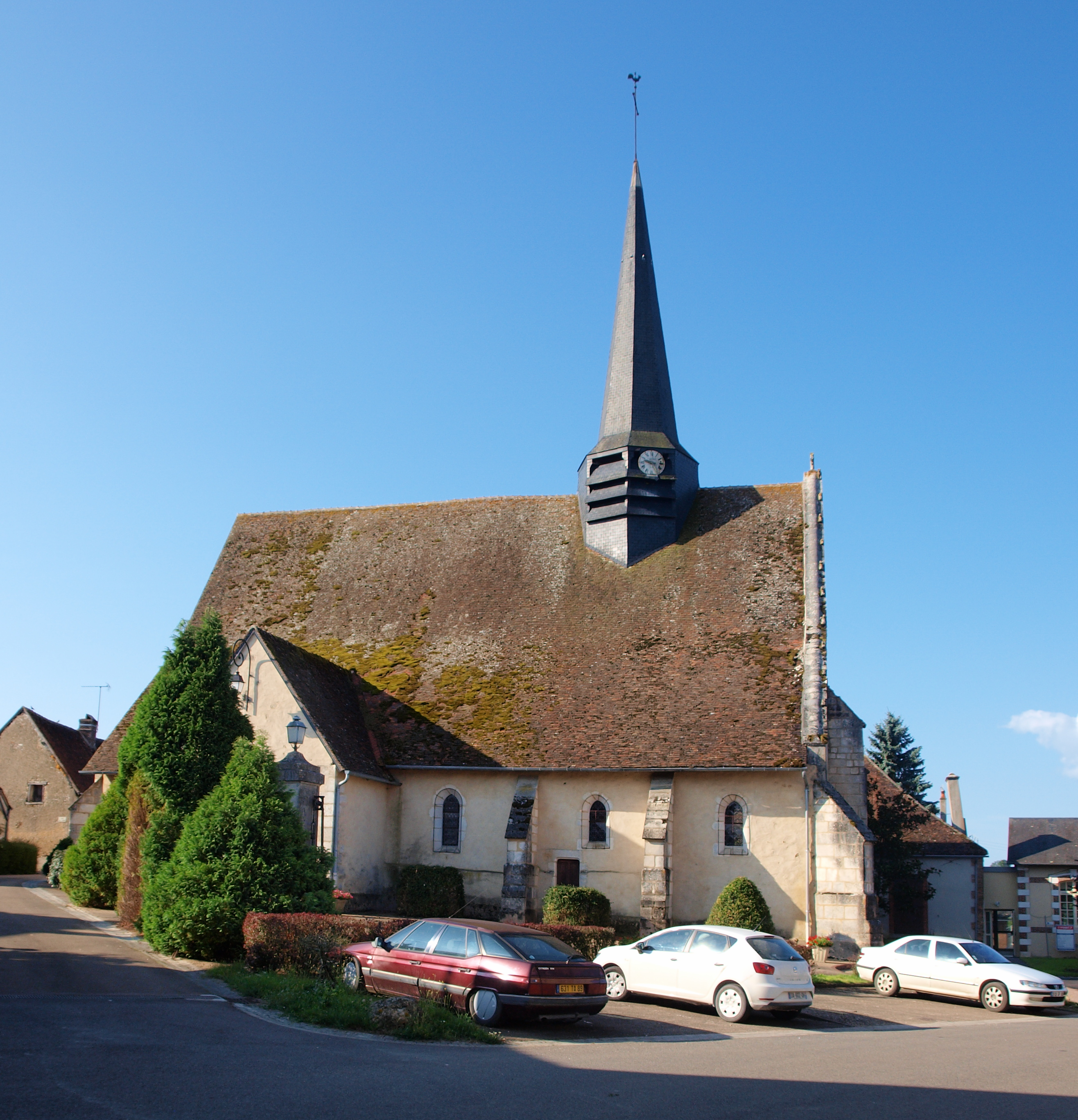
Kirche Saint-Martin